# Бридько Іван Іванович
Іва́н Іва́нович Бридько́ (18 (31) травня 1905 , Іванівка, Маріупольський повіт, Катеринославська губернія, Російська імперія  — 8 грудня 1980 , Красноармійськ, Донецька область ) — український радянський діяч, начальник ділянки шахти № 5-6 ім. Димитрова виробничого об'єднання «Красноармійськвугілля», двічі Герой Соціалістичної Праці (1948, 1957), депутат Верховної Ради УРСР 1-го скликання, депутат Верховної Ради СРСР 5-го скликання, заслужений шахтар УРСР.

## Біографія
Народився 18 (31) травня 1905 року в родині селянина-бідняка в селі Іванівка, тепер Волноваського району Донецька область, Україна. Трудову діяльність розпочав у 1919 році різноробочим на шахті «Курахівка». Працював саночником, прибиральником породи, кріпильником, гірничим майстром на шахтах.
У 1925–1965 роках (з перервами) працював на шахті № 5-6 ім. Г. Димитрова в Димитрові (нині Мирноград) Донецької області. У 1938–1941 роках — слухач Всесоюзної школи техніків Промислової академії в Москві.
Член ВКП(б) з 1940 року.
Учасник німецько-радянської війни. Був двічі поранений: під станицею Клєтською (в серпні 1942 року) та під Сталінградом.
З 1946 року — начальник дільниці другої північної лави шахти № 5-6 імені Димитрова тресту «Красноармійськвугілля». Видобуток вугілля на його дільниці зріс від 75 до 280 т на добу. Його метод циклічної роботи наслідували на багатьох шахтах не лише в СРСР, а й за його межами. Ініціатор високопродуктивного методу циклічного видобутку вугілля.
Автор книг «Циклічність — основа високопродуктивної праці шахтарів» (1948), «Наш досвід циклічної роботи» (1951) та ін.

## Нагороди
- двічі Герой Соціалістичної Праці (28.08.1948, 26.04.1957)
- два ордени Леніна (23.01.1948, 28.08.1948)
- два ордени Трудового Червоного Прапора (17.02.1939, 04.09.1948)
- медалі
- Заслужений шахтар УРСР (.12.1958)

## Вшанування
Ім'ям Івана Бридька в місті Мирноград названо вулицю Бридька (48°15′58″ пн. ш. 37°16′49″ сх. д.; до 2016 року — вулиця Леніна).